# Peter Orseolo
Peter Orseolo, Peter Benečan, Peter I. (madžarsko (Velencei) Péter) ogrski kralj (1038-1041 in 1044-1046).  * ?, † 1046 ali 1059, pripadnik dinastije Árpádovcev. 
Peter Orseolo se je rodil sestri ogrskega kralja Štefana I. in beneškemu dožu Otonu Orseolu.  Sprva je prebival v Benetkah.
Pred svojo smrtjo se je Štefan I. odločil, da bo prestol prepustil nečaku Petru. Razmere, v katerih je zavladal novi ogrski kralj, so bile zelo napete. Štefan I. je v zadnjih letih svojega življenja obračunal s svojim poganskim sorodnikom Vazulom.  Po starem načelu starešinstva (szeniorátus) je vladarjev sorodnik Vazul računal na nasledstvo.  Ker pa je imel Vazul odklonilen odnos do krščanstva, se Štefanu ni zdel primeren naslednik. Vazul je proti Štefanu leta 1037 skoval zaroto in se mu uprl, toda Štefanu je uspelo Vazula zajeti, oglušiti in oslepiti  Vazulovi sinovi  so pravočasno pobegnili iz kraljestva  in so od zunaj vplivali na domače dogajanje. Poleg poganov in pristašev tradicije je imel Peter opraviti tudi s socialnimi napetostmi, ki so bile posledica razslojevanja in  ustvarjanja ogrske državnosti: davčni pritiski so težili predvsem najrevnejše prebivalstvo, pa tudi plemstvo je imelo omejeno moč.
Pozicija Petra Orseola je bila še dodatno oslabljena spričo tega, da je bilo dedovanje oblasti po ženski liniji tedaj novost, ki je veliko podanikov ni hotelo sprejeti, da Peter ni poznal madžarskega jezika in razmer na Ogrskem,in da je v novem kralju Petru je večina plemstva videla tujca, saj je z njim v državo prišlo veliko tujcev, na katere se je mladi kralj naslanjal. Kralja so odkrito obtoževali, da se je obdal s »klepetavimi Italijani« in z »rjovečimi Nemci«. Novi kralj je bil tudi še mlad in manj strpen ter razgledan od Štefana, zato je bila marsikatera njegova odločitev prenagljena. Ker je bil Peter viteški kralj, se je zapletel v nepotrebne avanture na Balkanu in na Poljskem. Čeprav je bil pobožen kristjan, je odpuščal škofe in si prilaščal cerkvene dohodke, zato je bil v sporu s cerkvijo. Ljudi je motilo, da je dvigoval davke. Posledica vsega tega je bila, da so nezadovoljni Madžari svojega novega vladarja že leta 1041 pahnili iz ogrskega prestola in za naslednika razglasili nekdanjega Štefanovega palatina, Sámuela Abo.
Peter Orseolo je pomoč poiskal pri svetorimskem cesarju Henriku III., ki mu je sklenil pomagati, ker se je nadejal vazalnega odnosa Ogrske. Sámuel Aba pa je kmalu imel težave z domačimi uporniki, ki so za pomoč prosili prav Henrika III. Henrik in Peter, ki v prvem poskusu leta 1042 nista bila uspešna, sta izkoristila trenja na Ogrskem in Nemci so leta 1044 z manjšimi in bolj mobilnimi enotami 05. julija 1044 v bitki pri Ménfőju usodno porazili Sámuela Abo, ki je bil prijet in ubit med begom.
Ko je Peter ponovno zavladal, je cesarju prisegel vazalno zvestobo, Henrik pa je pri Petru Orseolu pustil tudi svoje nemške posadke, da bi si tako zavaroval kraljevo zvestobo. Ker je kralj nadaljeval s prvotno politiko,  si je znova pridobil veliko nasprotnikov. V vojni leta 1044 je bila domača krščanska gosposka zelo oslabela, zato ni mogla preprečiti prebujanja poganskih strasti. Zvestoba rimskemu cesarju in njegovo tuje spremstvo so v mnogih Madžarih še dodatno spodbudili poganska čustva, ki so nato na plano privrela v uporu leta 1046. Madžari so tedaj na ogrski prestol poklicali Vazulove sinove Leventeja, Andreja I. in Bélo I. Zbrana množica je od treh princev zahtevala obnovitev poganstva, na kar je tedaj pristal tudi Andrej, izbrani kandidat za novega kralja.  Poganski upor je vodil župan Vata, uničene so bile mnoge cerkve in mnogi duhovniki pobiti. Pobeglega kraja so ujeli in pohabili, oziroma oslepili ali morda celo ubili. Po nekaterih je Peter Orseolo živel vse do leta 1059. 